# Takuro Ezaki
Takuro Ezaki (japanisch 江﨑 巧朗 Ezaki Takuro; * 5. Februar 2000 in Kumamoto, Präfektur Kumamoto) ist ein japanischer Fußballspieler.

## Karriere
Takuro Ezaki erlernte das Fußballspielen in der Universitätsmannschaft der Komazawa-Universität. Seinen ersten Vertrag unterschrieb er am 1. Februar 2022 bei Roasso Kumamoto. Der Verein, der in der Präfektur Kumamoto beheimatet ist, spielt in der zweiten japanischen Liga. Sein Zweitligadebüt gab Takuro Ezaki am 22. April 2022 (11. Spieltag) im Heimspiel gegen Fagiano Okayama. Hier stand er in der Startelf und wurde in der 63. Minute gegen Shun Itō ausgewechselt. Das Spiel endete 1:1. Nach 79 Ligaspielen wechselte er im Januar 2025 zum Erstligaabsteiger Júbilo Iwata.